# Anette Poulsen
Anette Poulsen (født 30. april 1953) er en dansk sygeplejerske og politiker, der fra 6. november 2024 er rådmand for sociale forhold og beskæftigelse i Aarhus Kommune, valgt for Socialdemokratiet.
Anette Poulsen er uddannet sygeplejerske og har blandt andet arbejdet som områdechef på ældreområdet i Aarhus Kommune og som vaccinationssygeplejerske i Region Midtjylland.
Hun blev medlem af Aarhus Byråd i 2014 og har i valgperioden fra 2022 til sin udnævnelse som rådmand været 1. viceborgmester og formand for sundheds- og omsorgsudvalget samt formand for børn- og ungeudvalget (tvangsforanstaltninger m.v.). Ved siden af sit politiske virke har hun været næstformand for bestyrelsen for SOSU-Østjylland.
Anette Poulsen blev rådmand, da den hidtidige rådmand Anders Winnerskjold blev udpeget som borgmester efter Jacob Bundsgaard.
Privat bor hun i Mårslet.